# Etsberg
Etsberg (Limburgs: Ètsberg) is een buurtschap in Nederlands Limburg in de gemeente Roerdalen. De buurtschap ligt tussen Vlodrop en Rothenbach. Ten oosten van Etsberg staat de Gitstappermolen, een watermolen uit 1377.
Tot 1990 viel Etsberg onder de gemeente Vlodrop.
De plaatsnaam is mogelijk afkomstig van het woord etze (weide) of de persoonsnaam Evizo, in combinatie met berg (heuvel).

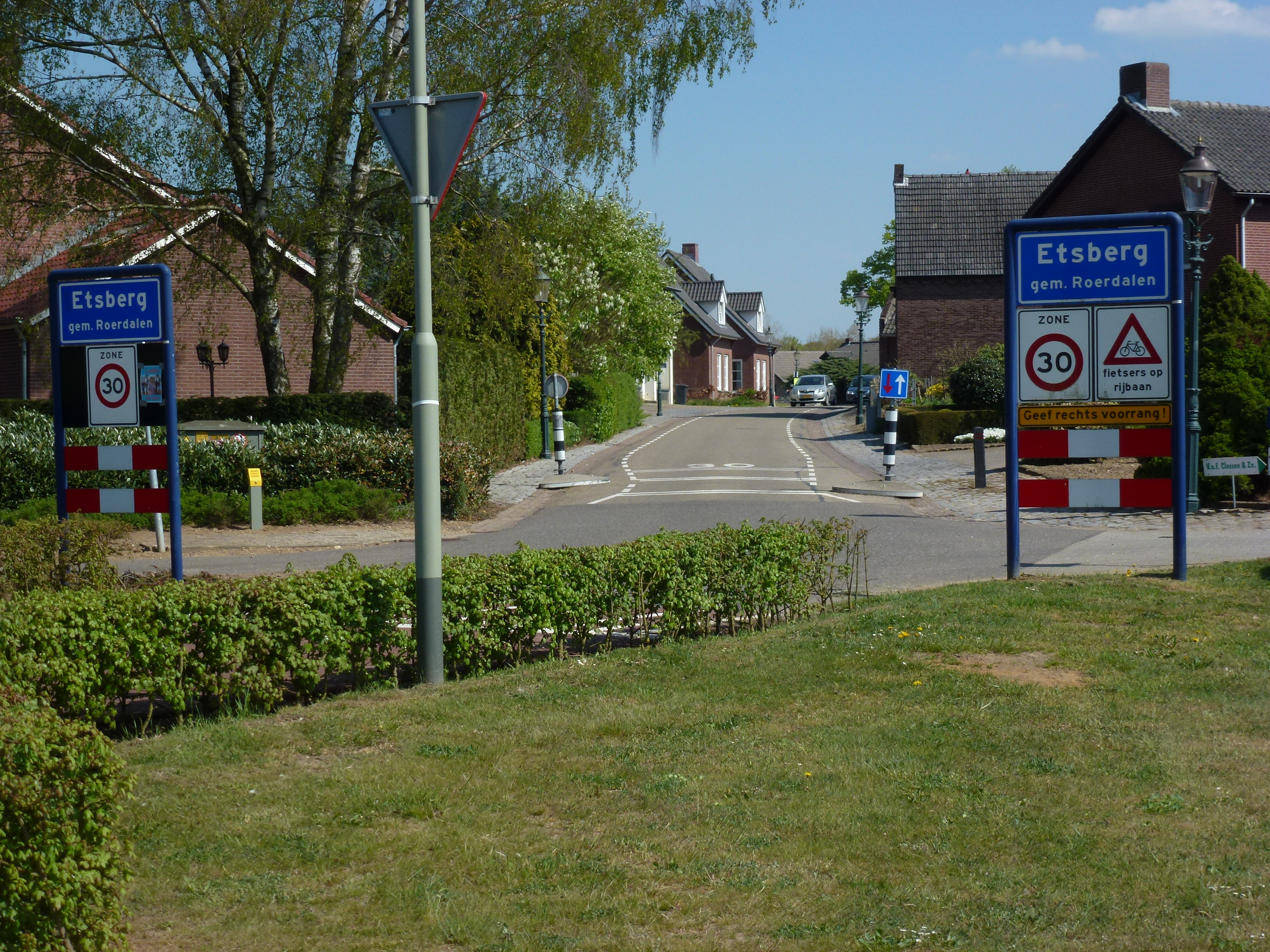
Etsberg

Etsberg · Herkenbosch · Lerop · Melick · Montfort · Paarlo · Posterholt · Reutje · Sint Odiliënberg · Vlodrop · Vlodrop-Station · Zittard

Voormalige gemeente: Ambt Montfort

Limburg: Steden en dorpen      Nederland: Provincies · Gemeenten